# Arsonists
Arsonists is een hiphopgroep afkomstig uit Bushwick, Brooklyn, New York. De groep heette oorspronkelijk (in 1993) Bushwick Bomb Squad. De 5 oorspronkelijke leden waren Q-Unique, D-Stroy, Freestyle, Swel Boogie en Jise One, de groep groeide uiteindelijk uit tot 8 leden.
Arsonists ontstond in 1993, onder de naam Bushwick Bomb Squad weliswaar en gaven in 1996 hun eerste single "The Session" uit. Daarna volgde een contract met Fondle 'Em Records en veranderden ze hun naam naar Arsonists (betekent brandstichters in het Engels). Q-Unique was vroeger lid New Yorks bekende breakdance Rock Steady Crew. In 1999 kwam hun eerste album uit As the world burns, bij het label Matador Records. Mattador Records is normaal bekend van indie bands zoals Interpol en Queens of the Stone Age, maar ze wilden wat meer variatie in hun aanbod. Twee jaar later (2001) kwam hun tweede album uit, Date Of Birth, maar voor dit project haakte rapper Freestyle en rapper D-Stroy af. Door het ontbreken van deze twee rappers ging de sound zoals van het eerste album wat verloren. In 2018 kwam het tot een reünie van de oorspronkelijke 5 leden en ze maakten een album met 6 nieuwe nummers en wat onuitgegeven materiaal onder de naam: Lost in the Fire.

## Muziekstijl
Arsonists hebben een unieke sound, met gekke samples en zeer snelle lyrische raps. Het snel op elkaar inspreken en wisselen van rapper zoals in de track "Backdraft" van het album "As the World Burns" zorgt ervoor dat ze zich onderscheiden van andere hiphopgroepen. Arsonists kan je plaatsen in de Underground hiphop en Hardcore hiphop. Ze bouwden verder op de classic of oldskool hiphop alsook de classic eastcoasthiphop, maar dan aan een hogere snelheid waarop ze hun "rhymes spitten". In hun albums zijn ook telkens humoristische, soms absurde geluidjes en onderbrekingen opgenomen. Ze zouden ook sterk zijn op het podium. De laatste keer dat ze op het podium stonden was in 2011 op Hip Hop Kemp, een van de grootste hiphop festivals in Europa in Hradec Králové, Tsjechië. Ondanks hun unieke sound kunnen ze worden vergeleken met het werk van Non Phixion, Jedi Mind Tricks en Immortal Technique.

## Discografie

### Albums
- As the World Burns (Matador, 1999)
- Date of Birth (Matador, 2001)
- Lost in the Fire (Below System, 2018)

### Singles
- The Session (1996)
- Blaze/Geembo's Theme/Flashback (Fondle 'Em, 1998)
- Backdraft (Matador, 1999)
- Pyromaniax (Matador, 1999)
- Backdraft/Halloween II (Matador, 1999)
- As the World Burns (Matador, 1999) [instrumental limited edition]